# Receptor de hormona tiroidea beta
El receptor de hormona tiroidea beta (TR-beta) también conocido como NR1A2 (de sus siglas en inglés "nuclear receptor subfamily 1, group A, member 2"), es un receptor nuclear codificado, en humanos, por el gen HGNC THRB .
La proteína TR-beta es un receptor nuclear de hormonas para triyodotironina. Es uno de los diversos receptores para hormonas tiroideas y ha demostrado estar implicado en la actividad biológica de la hormona tiroidea. Estudios llevados a cabo en ratones knockout sugieren que los diferentes receptores, mientras mantengan cierta redundancia, podrían mediar en las diferentes funciones de la hormona tiroidea. Se han asociados mutaciones en este gen con la patología denominada resistencia a la hormona tiroidea (GTHR), un síndrome caracterizado por la aparición de bocio y altos niveles de hormona tiroidea circulante (T3-T4), junto con niveles normales o ligeramente elevados de tirotropina (TSH). Se han descrito diferentes variantes por splicing alternativo que generan distintas isoformas del receptor, pero hasta ahora únicamente se ha logrado determinar el tamaño completo de una de ellas.

## Interacciones
El receptor de hormona tiroidea beta ha demostrado ser capaz de interaccionar con:
- NCOA6[3][4][5][6]
- PPARGC1A[7]
- NCOA1[8][9]
- NCOR2[8][10][11]
- Ciclina D1[12]
- Gen asociado a V-erbA[13]
- BRD8[14]
- Receptor X retinoide alfa[14][9]